# Friedrich Jungblut (Mediziner)
Friedrich Jungblut (* 25. August 1876 in Sankt Goar; † 28. Februar 1946 in Torgau) war ein deutscher Sanitätsoffizier.

## Leben
Jungblut studierte Medizin am Medicinisch-chirurgischen Friedrich-Wilhelms-Institut. Er schloss sich den Pépinière-Corps Franconia (1897) und Saxonia (1907) an. 1903 wurde er an der  Friedrich-Wilhelms-Universität zu Berlin zum Dr. med. promoviert. In der Reichswehr wurde er am 1. Februar 1923 zum Generaloberarzt und 1926 zum Generalarzt befördert. Als Divisionsarzt der 2. Kavalleriedivision (Reichswehr) trat er 1928 in den Ruhestand. Ab 26. Juni 1939 war er zunächst noch als E-Offizier beim Zentralarchiv für Wehrmedizin tätig. Während des Zweiten Weltkriegs wurde er zum 1. April 1941 in das aktive Dienstverhältnis übernommen und am 31. Oktober 1942 schließlich verabschiedet. Zuletzt fungierte Jungblut als Gruppenleiter II der Abteilung für Wissenschaft und Gesundheitsführung in der Heeressanitätsinspektion (SIn/WiG). Nach Kriegsende von der Roten Armee verschleppt, verstarb er mit 70 Jahren im Speziallager Nr. 8 und Nr. 10 Torgau.